# Доње Табориште (Слуњ)
Доње Табориште је насељено мјесто града Слуња, на Кордуну, Карловачка жупанија, Република Хрватска.

## Географија
Доње Табориште се налази око 3 км сјеверозападно од Слуња.

## Историја
Доње Табориште се од распада Југославије до августа 1995. године налазило у Републици Српској Крајини.

## Становништво
Према попису становништва из 2011. године, насеље Доње Табориште је имало 200 становника.
| Демографија | Демографија | Демографија |
| Година      | Становника  | Становника  |
| ----------- | ----------- | ----------- |
| 1991.       | 291         |             |
| 2001.       | 202         |             |
| 2011.       |             | 200         |